# Lovinac (żupania zadarska)
Lovinac – wieś w Chorwacji, w żupanii zadarskiej, w gminie Poličnik. W 2011 roku liczyła 278 mieszkańców.